# 南门河游园
30°25′21″N 112°53′15″E / 30.42257°N 112.88754°E
南门河游园，位于中华人民共和国湖北省潜江市江汉路潜江剧院旁，是一个公共公园。

## 特点
南门河游园与江汉路、潜阳大道、章华中路、园林路、东风路、横堤路等多条主干道相连。1986年4月，潜江县人民政府将水产局城关渔场划归城乡建设环境保护局，由城建部门修建公园，命名为园林公园。同年11月成立公园管理处，公园占地面积129690平方米，开辟有湖心岛和人工湖。2001年9月，潜江市人民政府对其进行改造，将西门门楼和两侧亭子拆除，修建广场。2002年9月一期工程完成，同年10月1日对外开放，是潜江十五规划中的潜江十大工程之一。2003年1月，园林公园更名为南门河游园。2003年完成南门河二期改造建设工程，拓宽园区。2004年，完成三期工程，建设园林青广场。